# Francesco Morini
Pour les articles homonymes, voir Morini.
Francesco Morini (né le 12 août 1944 à San Giuliano Terme dans la province de Pise en Toscane et mort à Forte dei Marmi (province de Lucques) le 31 août 2021,) est un joueur de football professionnel italien qui jouait au poste de défenseur.

## Biographie
Né en Toscane en 1944, c'est pourtant en Ligurie à la Sampdoria que Francesco Morini dit Morgan commence sa carrière professionnelle en 1963 où il ne fera pas moins de 161 matchs jusqu'en 1969.
Il débarque dans le Piémont à la Juventus en 1969 (disputant son premier match le 31 août 1969 lors d'un nul 0-0 contre Mantoue en coupe) et y joue 256 matchs de Serie A en 11 ans jusqu'en 1980, où il part finir sa carrière pour sa dernière année en pro au Canada dans le club de Toronto Blizzard.
Il joue pendant 2 ans (11 matchs) avec la Squadra Azzurra entre 1973 et 1975 et participe au Mondial 1974 en RFA.
Il fut ensuite pendant quelque temps directeur sportif de la Juventus, ainsi que consultant pour la chaîne de télévision privée italienne Telelombardia.

## Palmarès
Juventus
| - Championnat d'Italie (5) : - Champion : 1971-72, 1972-73, 1974-75, 1976-77 et 1977-78. - Vice-champion : 1973-74 et 1975-76. - Coupe d'Italie (1) : - Vainqueur : 1978-79. - Finaliste : 1972-73. - Coupe des villes de foires : - Finaliste : 1970-71. |  | - Coupe des clubs champions : - Finaliste : 1972-73. - Coupe UEFA (1) : - Vainqueur : 1976-77. |